# نشانگر مرز

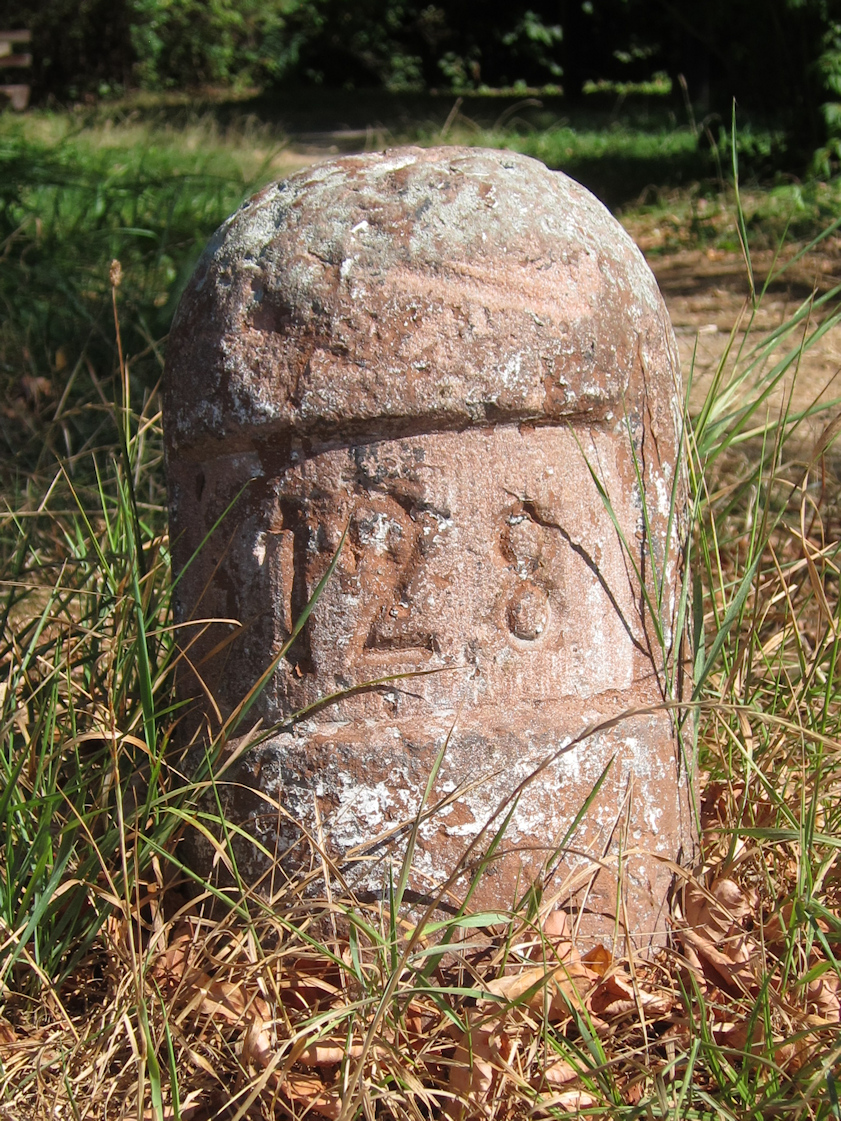
نشانگر مرز در والدبورن مورفلدن

نشانگر مرز (انگلیسی: Boundary marker) یا سنگ مرزی یک نشانگر فیزیکی ستبر است که شروع یک مرز زمینی یا تغییر در یک مرز، به ویژه تغییر جهت یک مرز را مشخص می‌کند. چندین نوع دیگر از نشانگرهای مرزی وجود دارد که به نام‌های درختان مرزی، ستون‌ها، بناهای تاریخی شناخته می‌شوند.

## هدف
نشانگرهای مرزی «راهی برای نشان دادن معانی انسانی، فرهنگی، اجتماعی بر یک محیط طبیعی است.» نشانگرهای مرزی به سلسله مراتب اجتماعی مرتبط هستند، زیرا معنای خود را از اختیار یک فرد یا گروه برای اعلام محدودیت‌های یک فضای معین از زمین به دلایل سیاسی، اجتماعی یا مذهبی می‌گیرند. تعیین اینکه چه کسی می‌تواند از قطعات زمین زراعی و برای چه هدفی استفاده کند، از پیامدهایفوری و آشکار نشانگر است.
بسیاری از مرزها در امتداد خطوط نامرئی از عرض جغرافیایی یا طول جغرافیایی ترسیم می‌شدند که اغلب نیاز به علامت گذاری دقیق این مرزها بر روی زمین با استفاده از فناوری روز ایجاد می‌کرد. پیشرفت در فناوریسامانه موقعیت‌یاب جهانی نشان داده است که بسیاری از مرزها به صورت نادرست روی زمین مشخص شده‌اند.

## نگارخانه

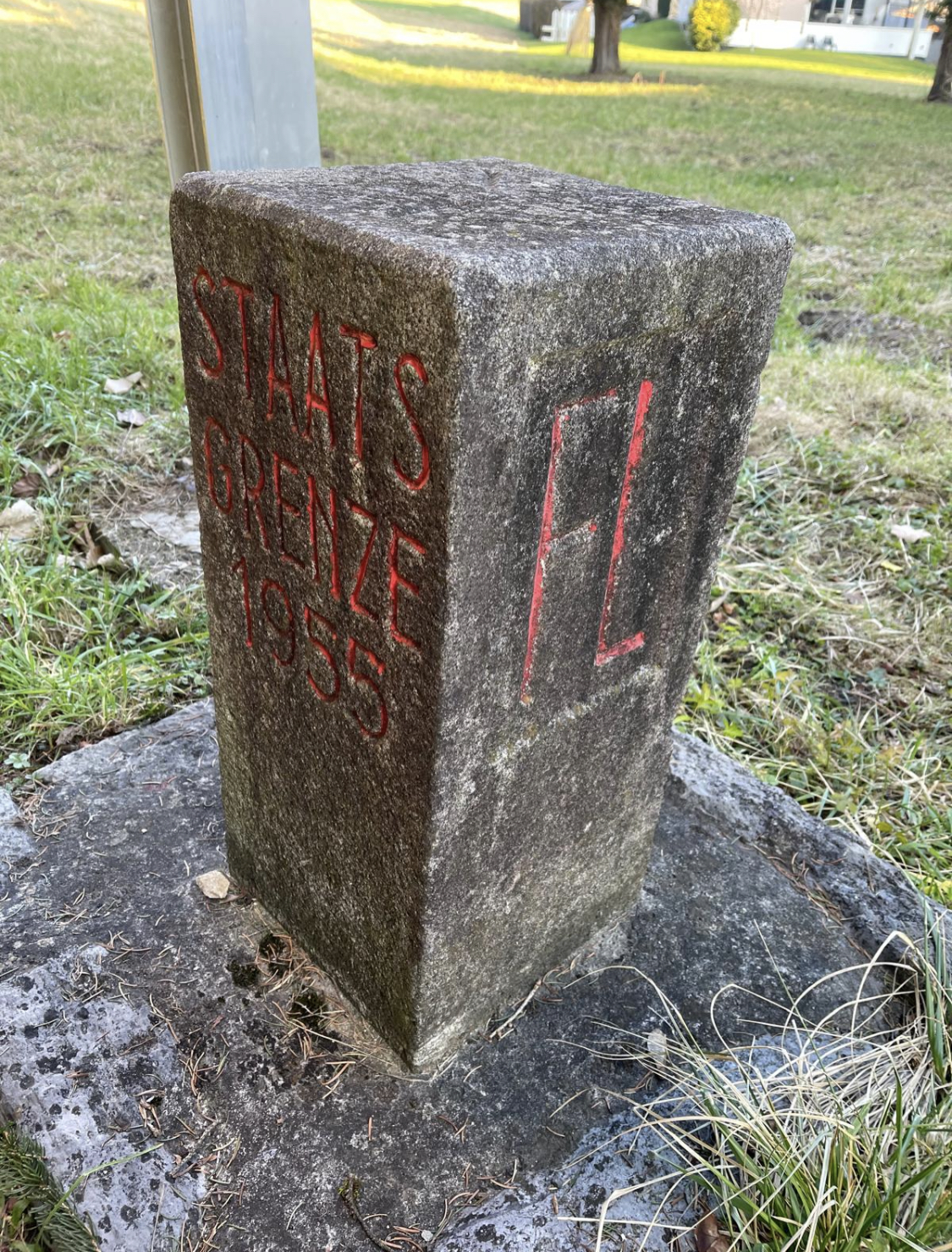
سنگ مرز بین المللی از سال ۱۹۵۵ در مرز بین شهرهای فلدکیرش، اتریش و مورن، لیختن اشتاین
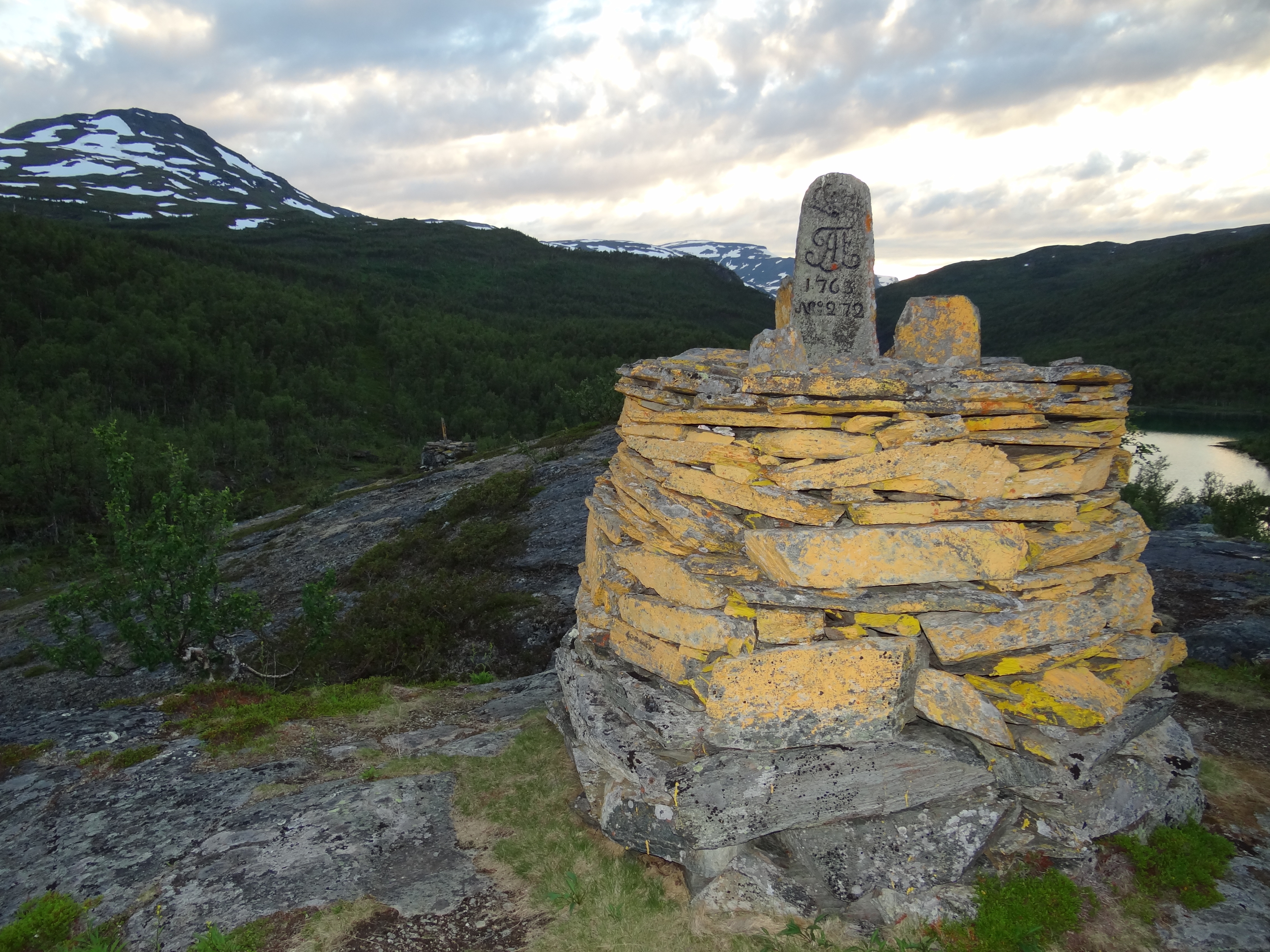
سنگ مرزی از سال ۱۷۶۳ بین نروژ و سوئد، واقع در قطب شمال
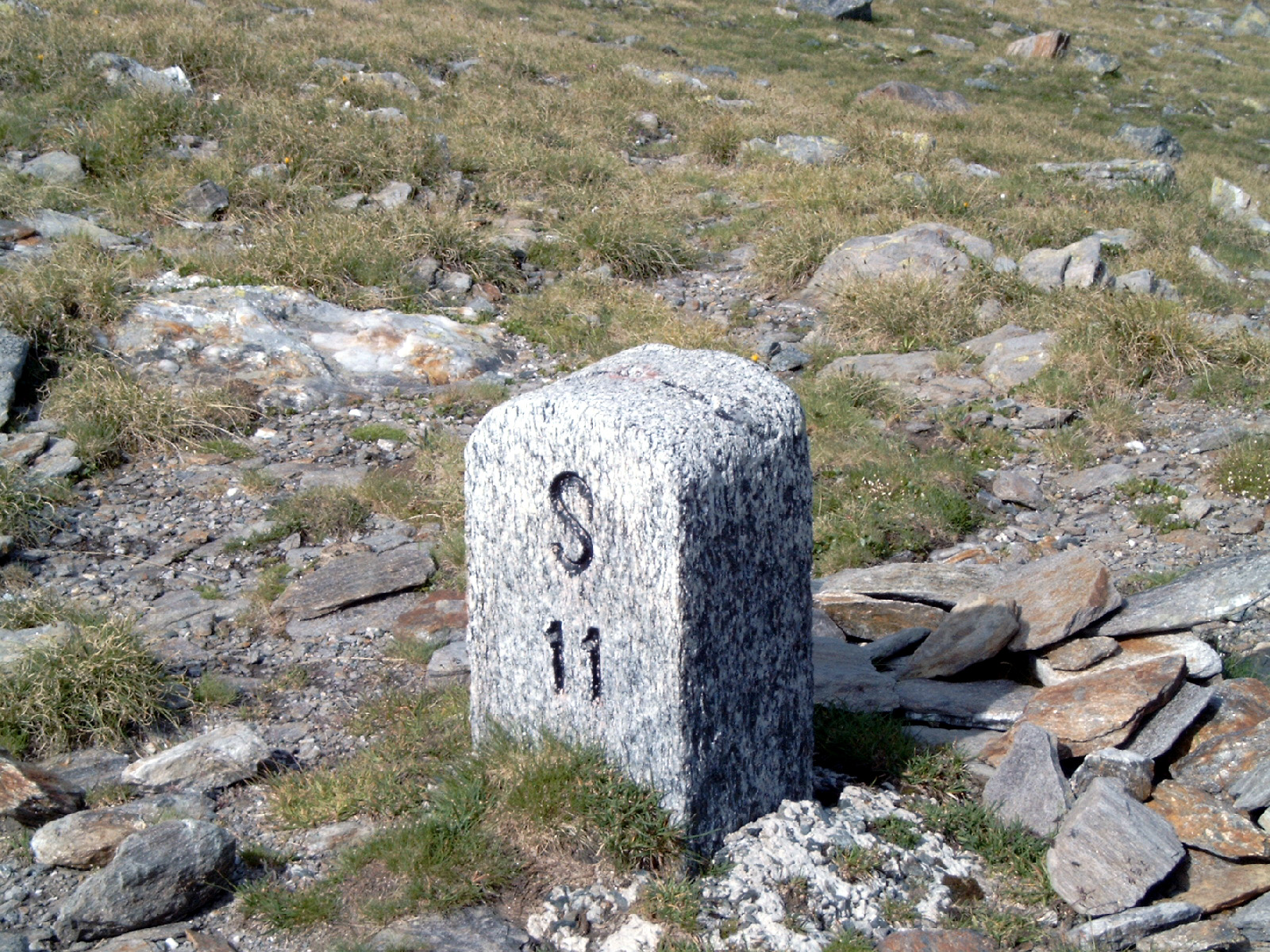
سنگ مرز ایتالیا و سوئیس
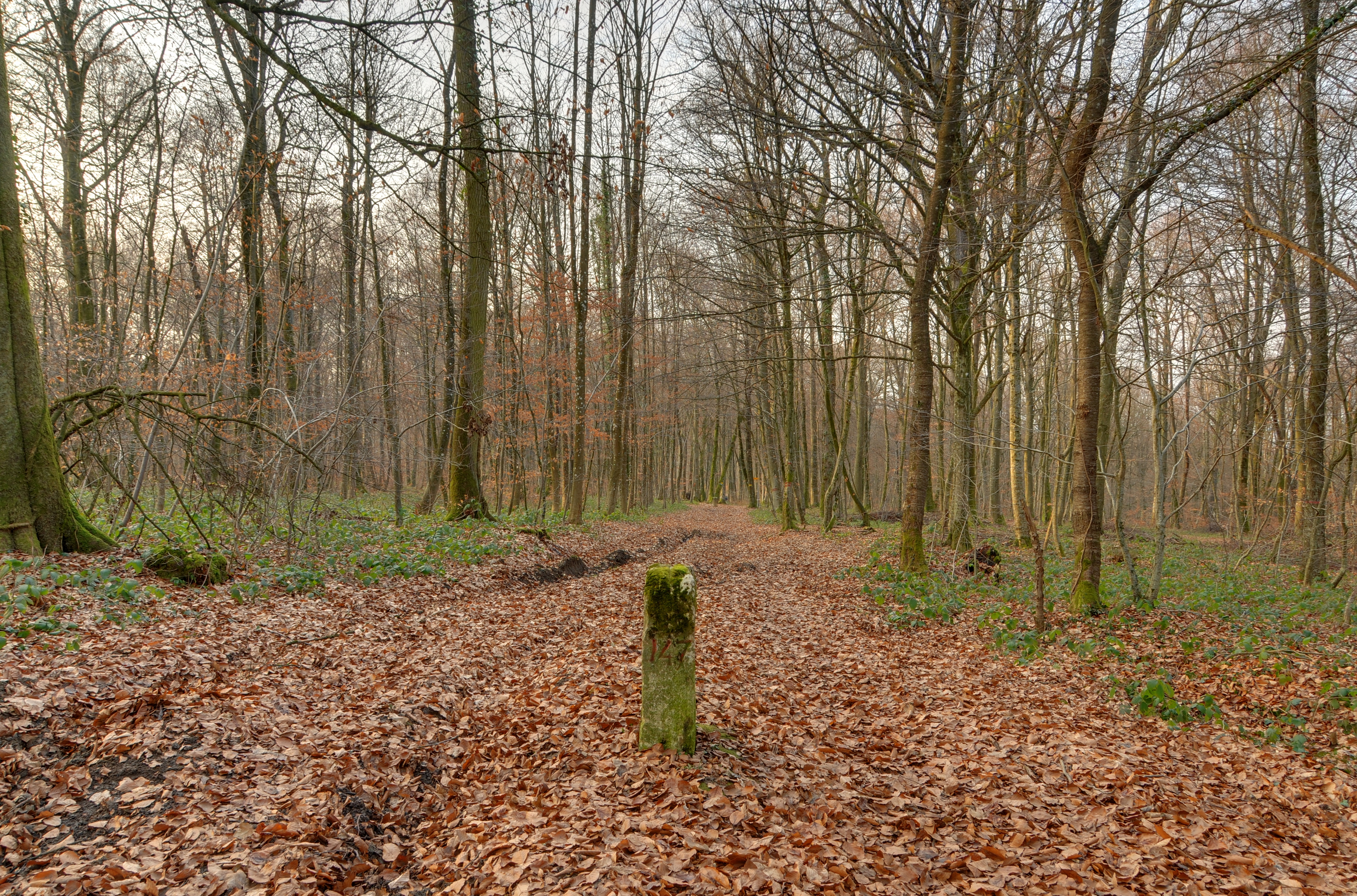
نشانگر مرز فرانسه و سوئیس.
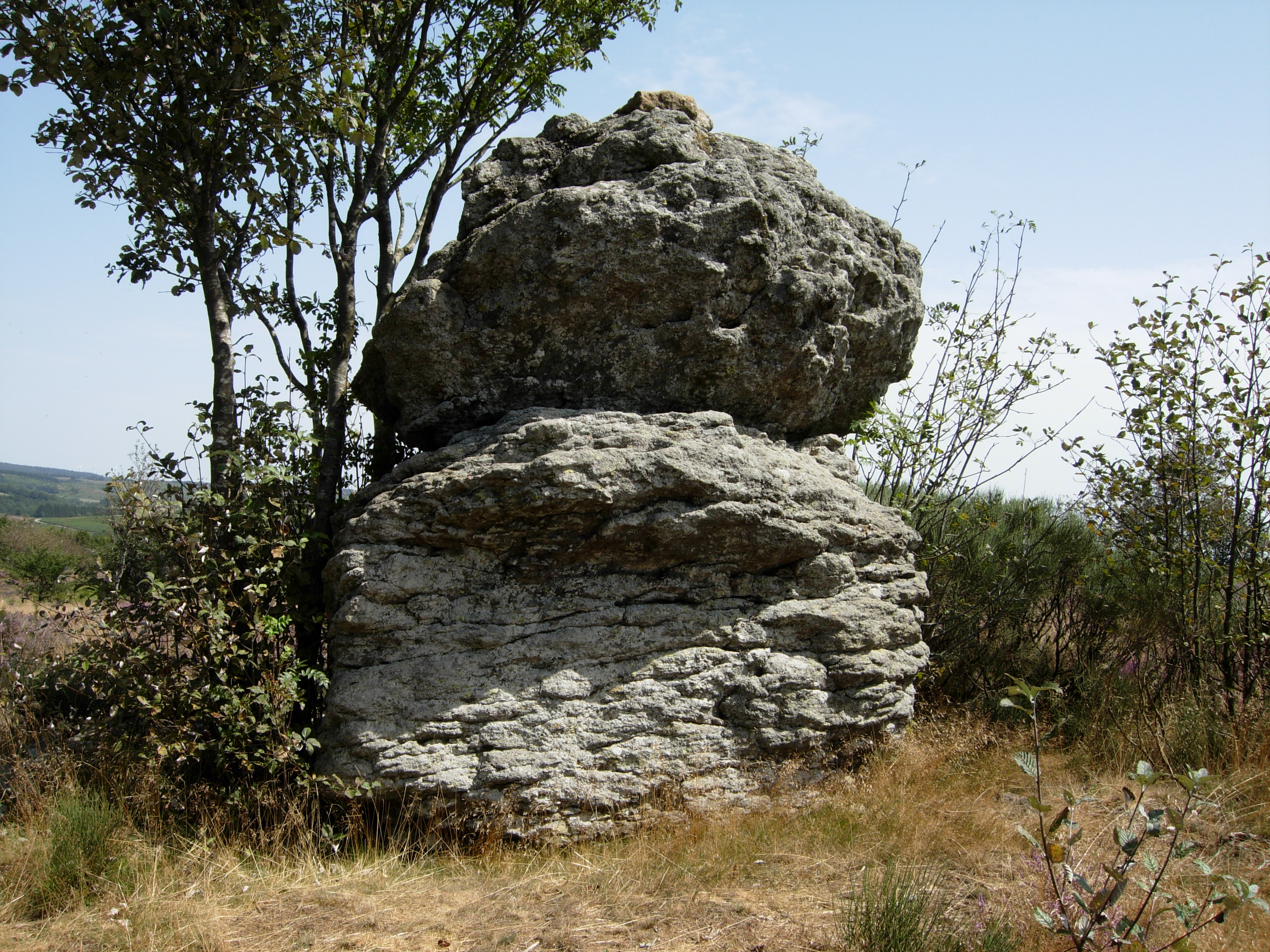
سنگ مرزی در فرانسه
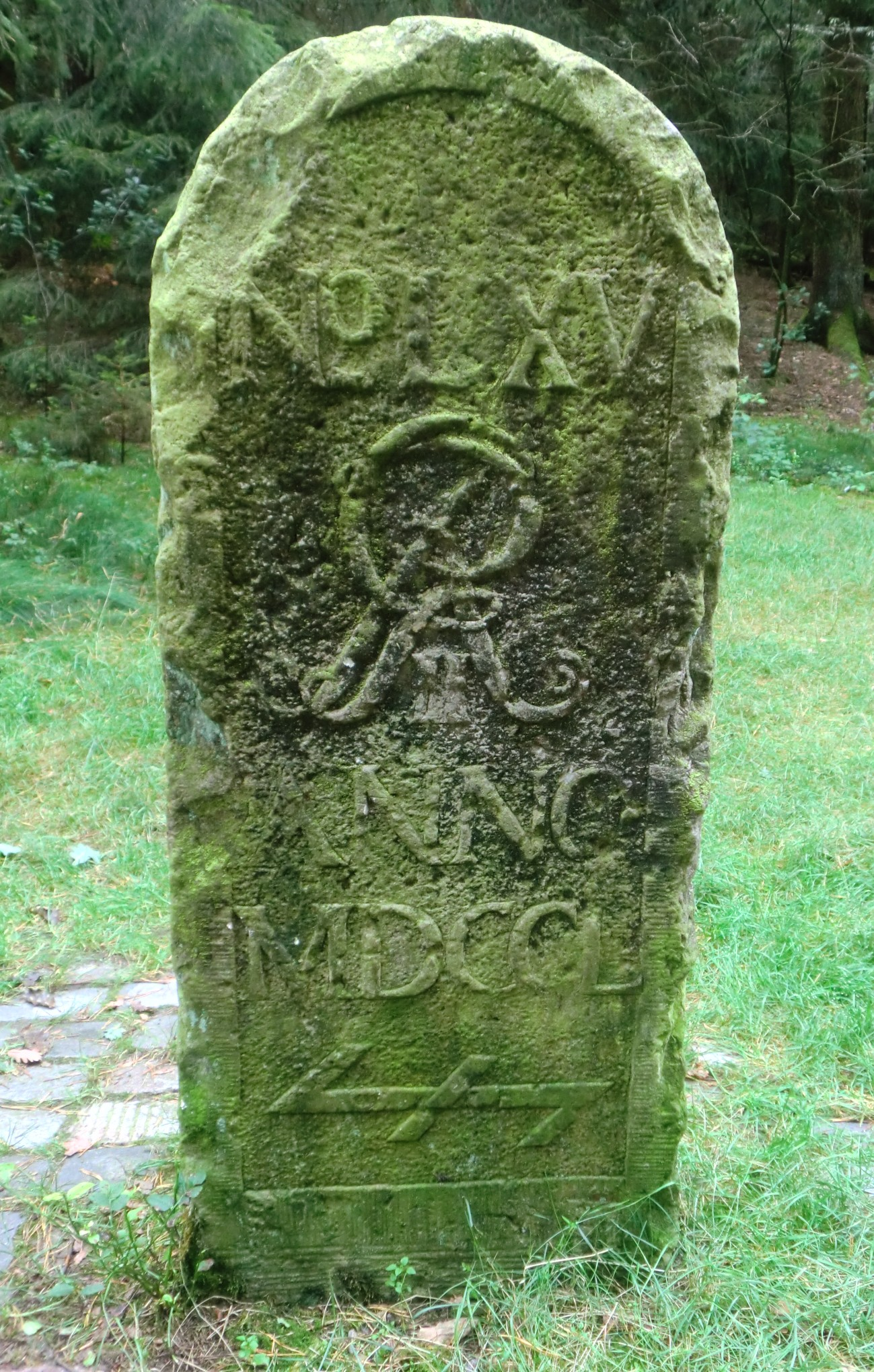
1754 سنگ مرز جنگل آلمان در سال ۱۷۵۴ راه اندازی شد. این یک انتهای خطی از ۶۵ سنگ مرزی بین جنگل ایالتی هانوفر و جنگل‌های مشترک روستاهای محلی را مشخص می‌کند. مرز به دستور جورج دوم بریتانیایی که در آن زمان منتخب هانوفر نیز بود مشخص شد.
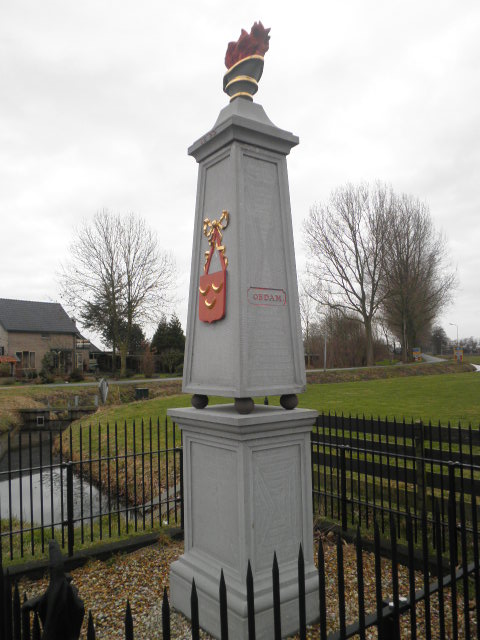
یک نشانگر مرزی در ابدام، هلند.
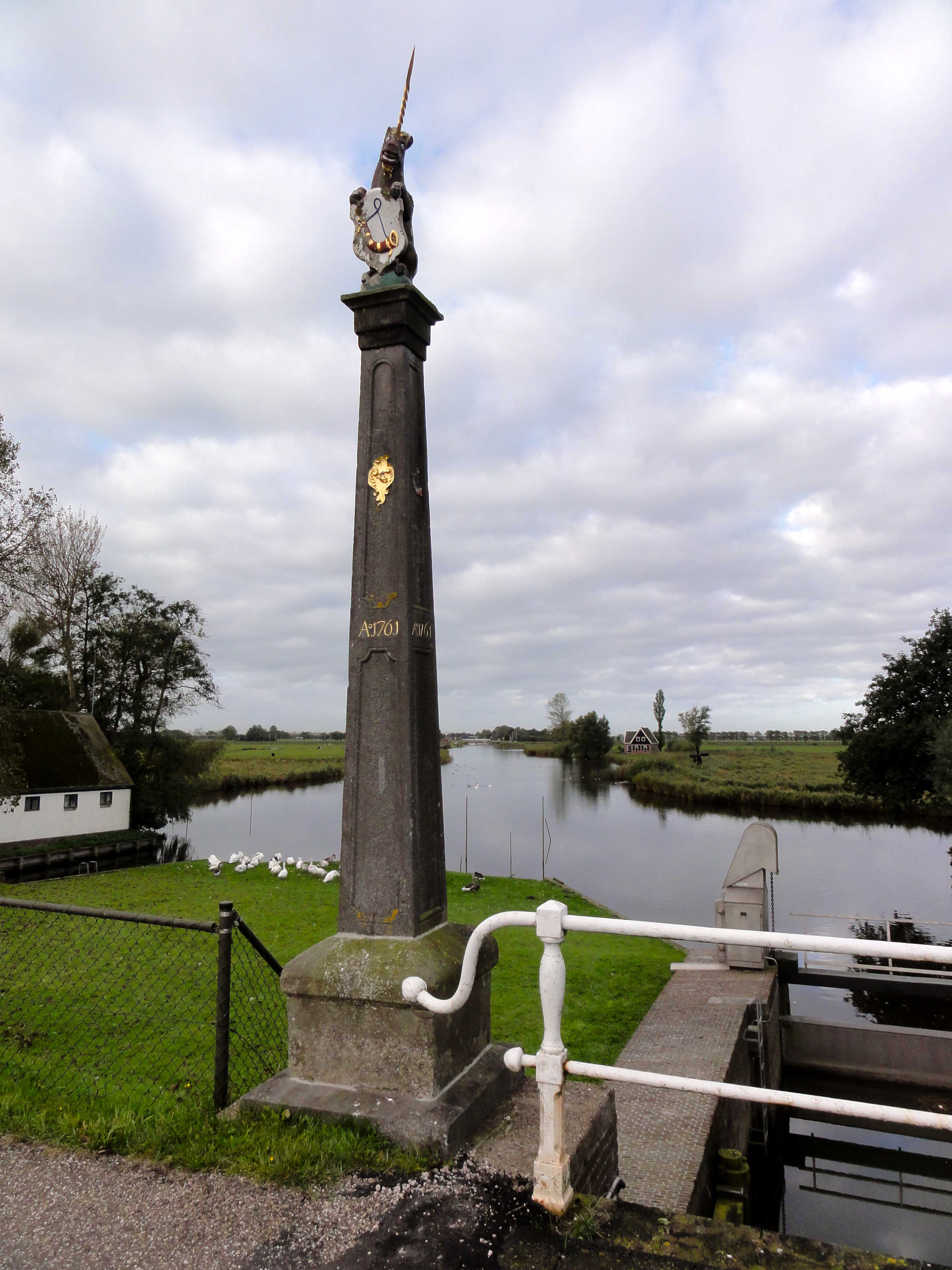
نشانگر مرزی در شردام، هلند